# Ajacuba
Ajacuba är en ort i Mexiko.   Den ligger i kommunen Ajacuba och delstaten Hidalgo, i den sydöstra delen av landet, 70 km norr om huvudstaden Mexico City. Ajacuba ligger 2 156 meter över havet och antalet invånare är 7 245.
Terrängen runt Ajacuba är huvudsakligen kuperad, men västerut är den platt. Runt Ajacuba är det ganska tätbefolkat, med 72 invånare per kvadratkilometer. Närmaste större samhälle är Mixquiahuala de Juarez, 18,1 km nordväst om Ajacuba. I omgivningarna runt Ajacuba växer huvudsakligen savannskog.